# Ричмонд, Джеральдин
Джеральдин Ли Ричмонд (Geraldine Lee «Geri» Richmond; род. 17 января 1953, Салина, Канзас) — американский учёный, химик. Профессор Орегонского университета, где работает с 1985 года, член Национальной АН США (2011). Удостоена Национальной научной медали (2015). С 2015 года научный посланник Госдепартамента США, с 2016 года секретарь Американской академии искусств и наук. В 1998 году соучредитель COACh.
Окончила Университет штата Канзас (бакалавр химии, 1975), где училась с 1971 г. В 1980 году в Калифорнийском университете в Беркли получила степень доктора философии по физической химии, занималась там для этого с 1976 г., научный руководитель — Дж. К. Пайментел.
В 2012 году назначена президентом Б. Обамой в Национальный научный совет.
В 2016 году президент Американской ассоциации содействия развитию науки.
Фелло Американской академии искусств и наук (2006), Американского химического (2011) и физического (1993) обществ, Американской ассоциации содействия развитию науки (2004), Association for Women in Science (2008). Почётный член Society for Applied Spectroscopy (2009, фелло с 2008).

## Награды и отличия
- Стипендия Слоуна (1985)
- Presidential Young Investigator Award[англ.], Национальный научный фонд (1985)
- Camille and Henry Dreyfus Teacher-Scholar Award (1986)
- Coblentz Society[англ.] Spectroscopy Award (1989)
- Research Creativity Award, Национальный научный фонд (1991)
- Faculty Award for Women Scientists and Engineers, Национальный научный фонд (1991)
- Agnes Fay Morgan Research Award[англ.], ΙΣΠ (1993)
- Garvan–Olin Medal[англ.] Американского химического общества (1996)
- Presidential Award for Excellence in Science, Mathematics, and Engineering Mentoring[англ.] (1997)
- Research Creativity Award, Национальный научный фонд (2000)
- ADVANCE Leadership Award, Национальный научный фонд (2001)
- Oregon Outstanding Scientist Award, Орегонская АН (2001)
- Spectrochemical Analysis Award Американского химического общества (2002)
- Spiers Medal, Faraday Division, Королевское химическое общество (2004)
- Award for Encouraging Women in the Chemical Sciences Американского химического общества (2005)
- Council for Chemical Research[англ.] Diversity Award (2006)
- Стипендия Гуггенхайма (2007)
- Bomem-Michelson Award, Coblenz Society (2008)
- Joel H. Hildebrand Award Американского химического общества (2011)
- Charles Lathrop Parsons Award[англ.] Американского химического общества (2013)
- Davisson–Germer Prize in Atomic or Surface Physics[англ.], Американское физическое общество (2013)
- Национальная научная медаль США (2013)
- Pittsburgh Spectroscopy Award, Spectroscopy Society of Pittsburgh (2014)
- Howard Vollum Award for Distinguished Achievement in Science and Technology, Reed College (2017)
- Введена в Зал славы Manhattan High School[англ.] (2018)
- Медаль Пристли (2018)[3], высшее отличие Американского химического общества
- Премия Лайнуса Полинга (2018)
- Премия Диксона по науке (2019)

Почётный доктор Иллинойсского технологического института и Университета штата Канзас (обоих — с 2017).